# Vincent Porret
Vincent Porret (Sallanches, 5 de agosto de 1984) es un deportista francés que compitió en biatlón. Ganó una medalla de bronce en el Campeonato Europeo de Biatlón de 2010, en la prueba por relevos.

## Palmarés internacional
| Campeonato Europeo | Campeonato Europeo | Campeonato Europeo | Campeonato Europeo |
| Año                | Lugar              | Medalla            | Prueba             |
| ------------------ | ------------------ | ------------------ | ------------------ |
| 2010               | Otepää (Estonia)   | Medalla de bronce  | Relevos            |